# Mauro Amoruso-Manzari
Mauro Amoruso-Manzari (Bari, 29 ottobre 1872 – Bari, 9 maggio 1935) è stato un ingegnere, architetto e urbanista italiano.

## Biografia
Laureatosi in ingegneria presso il Politecnico di Torino, rientrò a Bari dove, oltre ad esercitare la professione, fu assessore ai lavori pubblici per 21 anni consecutivi, contribuendo all'impostazione urbanistica moderna della città.
Progettò, tra l'altro, al rione Madonnella, la chiesa di San Giuseppe e il complesso di case popolari Duca degli Abruzzi.